# Lilja (Drápa)
Lilja (altnordisch: Lilie) ist eine Drápa, eine altnordische Dichtung, von Eysteinn Ásgrímsson, die als bedeutendste religiöse Dichtung des skandinavischen Mittelalters gilt.
Die Einleitung beschreibt die Zeit des Alten Testaments. Der Hauptteil schildert die Erlösung, der Abschluss behandelt Jesus Christus und Maria und begrüßt den Leser.
Der wahrscheinliche Verfasser des Gedichts, der isländische augustinische Mönch Eysteinn Ásgrímsson, starb 1361. Zeitgenössische Schriften behaupten in Bezug auf das Gedicht, „alle Skáld hätten gewünscht, Lilja gedichtet zu haben“. In diesem Mitte des 14. Jahrhunderts entstandenen Werk drückte der Autor mit inbrünstiger Begeisterung seinen Glauben in einem mitunter wohlredenden, der zu diesen Zeiten gängigen künstlichen Dichtersprache Dróttkvætt entgegengesetzten Stil aus. Das Werk zeigte einen Übergang vom Dróttkvætt zum Hrynhent und richtete die isländische Dichtung zu dem späten Mittelalter, so dass das Dróttkvætt nie wieder die Oberhand gewann. Die wenig untersuchte, meistens anonyme Dichtung aus dem späten 14. und dem 15. Jh. orientierte sich thematisch und metrisch am Vorbild der lateinischen Hymne anstelle des Dróttkvætts.